# Copa del Presidente de la República de Fútbol 1931
La Copa del Rey 1931 fue la vigésimo novena edición en el palmarés del Campeonato de España de este deporte. La renuncia (no abdicación) de Alfonso XIII, el 14 de abril, dos días después del comienzo de la competición y la proclamación de la II República, hizo que en ese momento, a nivel popular, la competición pasase a ser conocida como Copa de S.E. el Presidente de la República, omitiéndose deliberadamente cualquier referencia a la monarquía. Del mismo modo, los clubes que contenían la palabra Real en su denominación fueron instados a utilizar popularmente otros nombres durante el resto de la competición, incluso aunque oficialmente el cambio no pudiese llevarse a cabo hasta una vez finalizada la competición. Así, por ejemplo, la hasta entonces Real Sociedad de Fútbol de San Sebastián pasó a ser conocida a nivel popular como Donostia F. C.
Sin embargo, en lo deportivo poco cambiaron las cosas. Una vez más la victoria fue para el Athletic Club, que conseguía así su undécimo título nacional y hacia doblete, al haberse proclamado también campeón de Liga, ante el Betis, que jugaba la primera final de su historia, y la primera final alcanzada por un club andaluz. Como el año anterior, el torneo se disputó una vez acabado el Campeonato Nacional de Liga el 5 de abril.

## Equipos clasificados
También como el año anterior los  campeonatos regionales disputados en la primera mitad de la temporada sirvieron de clasificación para el torneo, los tres primeros de Cataluña, Centro, Guipúzcoa y Vizcaya; campeón y subcampeón de Galicia, Asturias, Cantabria, Castilla, Valencia, Aragón, Murcia y Andalucía; y los campeones de Extremadura, Baleares y Canarias, en un total de 31 equipos, sin embargo en el campeonato canario no se llegó a proclamar ningún equipo dejando la competición en 30 participantes.
Aunque oficialmente, además de en la clasificación y en la primera ronda de la copa, los clubes mantenían los antiguos nombres de la monarquía, para mayor claridad hemos preferido usar los nombres adoptados popularmente a partir de la ronda de octavos de final, que fueron los promovidos por la República.
| Torneo Regional            | Campeón | Campeón                | Subcampeón | Subcampeón         | Tercer Clas. | Tercer Clas.          | Tercer Clas. |
| -------------------------- | ------- | ---------------------- | ---------- | ------------------ | ------------ | --------------------- | ------------ |
| Copa Cataluña              |         | FC Barcelona           |            | CE Sabadell FC     |              | FC Badalona           |              |
| Campeonato Regional Centro |         | Madrid FC              |            | Athletic de Madrid |              | Racing de Madrid      |              |
| Campeonato de Guipúzcoa    |         | Unión Club de Irún     |            | Donostia FC        |              | CD Logroño            |              |
| Campeonato de Vizcaya      |         | Athletic Bilbao        |            | CD Alavés          |              | Arenas Club de Guecho |              |
| Campeonato de Galicia      |         | Deportivo de La Coruña |            | Club Celta         |              |                       |              |
| Campeonato de Asturias     |         | Sporting de Gijón      |            | Oviedo FC          |              |                       |              |
| Campeonato de Cantabria    |         | Racing de Santander    |            | Eclipse FC         |              |                       |              |
| Copa de Andalucía          |         | Sevilla FC             |            | Betis Balompié     |              |                       |              |
| Campeonato de Aragón       |         | Iberia SC              |            | Patria Aragón      |              |                       |              |
| Campeonato de Valencia     |         | Valencia FC            |            | CD Castellón       |              |                       |              |
| Campeonato de Murcia       |         | Murcia FC              |            | Lorca SC           |              |                       |              |
| Copa de Castilla y León    |         | Valladolid Deportivo   |            | Cultural Leonesa   |              |                       |              |
| Campeonato de Baleares     |         | Athletic de Palma      |            |                    |              |                       |              |
| Campeonato de Extremadura  |         | CD Balompié            |            |                    |              |                       |              |
| Campeonato de Canarias     |         | Sin representación     |            |                    |              |                       |              |

### Fase Inicial (Dieciseisavos)
Se juega una ronda eliminatoria de ida y vuelta en la que se suman los goles de ambos partidos, en caso de igualdad se jugaría un partido de desempate en campo neutral.
Los partidos de ida se jugaron los días 12, 19 y 26 de abril, y la vuelta los días 26 del mismo mes y 3 de mayo. Los desempates fueron jugados el 15 de abril.
| Equipo local ida    | Equipo visitante ida   | Ida   | Vuelta | Suma Total | Des. |
| ------------------- | ---------------------- | ----- | ------ | ---------- | ---- |
| Racing de Madrid    | Sevilla FC             | 2 - 0 | 1 - 8  | 3 - 8      |      |
| Betis Balompié      | Donostia FC            | 5 - 1 | 1 - 4  | 6 - 5      |      |
| FC Barcelona        | CD Balompié            | 9 - 0 | 3 - 1  | 12- 1      |      |
| CD Alavés           | CE Sabadell FC         | 2 - 2 | 2 - 3  | 4 - 5      |      |
| Unión Club de Irún  | Club Celta             | 3 - 1 | 1 - 1  | 4 - 2      |      |
| Racing de Santander | Arenas de Guecho       | 0 - 2 | 1 - 5  | 1 - 7      |      |
| CD Logroño          | Cultural Leonesa       | 7 - 0 | 8 - 1  | 15 - 1     |      |
| Valencia FC         | Iberia SC              | 2 - 0 | 3 - 4  | 5 - 4      |      |
| FC Badalona         | Patria Aragón          | w - 0 |        |            |      |
| Oviedo FC           | Lorca SC               | w - 0 |        |            |      |
| Athletic Palma      | CD Castellón           | 1 - 0 | 0 - 3  | 1 - 3      |      |
| Valladolid          | Athletic de Madrid     | 2 - 1 | 2 - 1  | 4 - 2      |      |
| Murcia FC           | Deportivo de La Coruña | 6 - 1 | 2 - 0  | 8 - 1      |      |
| Madrid FC           | Eclipse de Santander   | 4 - 0 | 5 - 2  | 9 - 2      |      |
| Sporting de Gijón   | Directo a octavos      |       |        |            |      |
| Athletic Bilbao     | Directo a octavos      |       |        |            |      |

## Rondas finales
|  | Octavos de final     | Octavos de final   | Octavos de final  |                    |   | Cuartos de final  | Cuartos de final  | Cuartos de final  |  |  | Semifinales        | Semifinales        | Semifinales        |  |  | Final    | Final    | Final    |
|  | 10 mayo - 17 mayo    | 10 mayo - 17 mayo  | 10 mayo - 17 mayo |                    |   | 24 mayo - 31 mayo | 24 mayo - 31 mayo | 24 mayo - 31 mayo |  |  | 7 junio - 14 junio | 7 junio - 14 junio | 7 junio - 14 junio |  |  | 21 junio | 21 junio | 21 junio |
|  |                      |                    |                   |                    |   |                   |                   |                   |  |  |                    |                    |                    |  |  |          |          |          |
|  |                      |                    |                   |                    |   |                   |                   |                   |  |  |                    |                    |                    |  |  |          |          |          |
|  |                      |                    |                   |                    |   |                   |                   |                   |  |  |                    |                    |                    |  |  |          |          |          |
|  | Sevilla FC           | 3                  | 1                 |                    |   |                   |                   |                   |  |  |                    |                    |                    |  |  |          |          |          |
|  | Sevilla FC           | 3                  | 1                 |                    |   |                   |                   |                   |  |  |                    |                    |                    |  |  |          |          |          |
|  | C. D. Castellón      | 1                  | 3                 |                    |   |                   |                   |                   |  |  |                    |                    |                    |  |  |          |          |          |
|  | C. D. Castellón      | 1                  | 3                 | CD Castellón       | 2 | 0                 |                   |                   |  |  |                    |                    |                    |  |  |          |          |          |
|  |                      |                    |                   |                    | 2 | 0                 |                   |                   |  |  |                    |                    |                    |  |  |          |          |          |
|  |                      | CD Logroño         | 0                 | 3                  |   |                   |                   |                   |  |  |                    |                    |                    |  |  |          |          |          |
|  | Valladolid C. F.     | CD Logroño         | 0                 | 3                  | 0 | 0                 |                   |                   |  |  |                    |                    |                    |  |  |          |          |          |
|  | Valladolid C. F.     |                    |                   |                    | 0 | 0                 |                   |                   |  |  |                    |                    |                    |  |  |          |          |          |
|  | C. D. Logroño        | 0                  | 4                 |                    |   |                   |                   |                   |  |  |                    |                    |                    |  |  |          |          |          |
|  | C. D. Logroño        | 0                  | 4                 | CD Logroño         | 0 | 3                 |                   |                   |  |  |                    |                    |                    |  |  |          |          |          |
|  |                      |                    |                   |                    | 0 | 3                 |                   |                   |  |  |                    |                    |                    |  |  |          |          |          |
|  |                      | Athletic de Bilbao | 6                 | 6                  |   |                   |                   |                   |  |  |                    |                    |                    |  |  |          |          |          |
|  | Unión de Irún        | Athletic de Bilbao | 6                 | 6                  | 4 | 0                 |                   |                   |  |  |                    |                    |                    |  |  |          |          |          |
|  | Unión de Irún        |                    |                   |                    | 4 | 0                 |                   |                   |  |  |                    |                    |                    |  |  |          |          |          |
|  | Sporting de Gijón    | 1                  | 0                 |                    |   |                   |                   |                   |  |  |                    |                    |                    |  |  |          |          |          |
|  | Sporting de Gijón    | 1                  | 0                 | Unión de Irún      | 2 | 0                 |                   |                   |  |  |                    |                    |                    |  |  |          |          |          |
|  |                      |                    |                   |                    | 2 | 0                 |                   |                   |  |  |                    |                    |                    |  |  |          |          |          |
|  |                      | Athletic de Bilbao | 2                 | 4                  |   |                   |                   |                   |  |  |                    |                    |                    |  |  |          |          |          |
|  | Athletic Club        | Athletic de Bilbao | 2                 | 4                  | 4 | 1                 |                   |                   |  |  |                    |                    |                    |  |  |          |          |          |
|  | Athletic Club        |                    |                   |                    | 4 | 1                 |                   |                   |  |  |                    |                    |                    |  |  |          |          |          |
|  | C. E. Sabadell F. C. | 0                  | 3                 |                    |   |                   |                   |                   |  |  |                    |                    |                    |  |  |          |          |          |
|  | C. E. Sabadell F. C. | 0                  | 3                 | Athletic de Bilbao | 3 |                   |                   |                   |  |  |                    |                    |                    |  |  |          |          |          |
|  |                      |                    |                   |                    | 3 |                   |                   |                   |  |  |                    |                    |                    |  |  |          |          |          |
|  |                      | Betis Balompié     | 1                 |                    |   |                   |                   |                   |  |  |                    |                    |                    |  |  |          |          |          |
|  | Oviedo               | Betis Balompié     | 1                 | 1                  | 0 |                   |                   |                   |  |  |                    |                    |                    |  |  |          |          |          |
|  | Oviedo               |                    |                   |                    | 0 |                   |                   |                   |  |  |                    |                    |                    |  |  |          |          |          |
|  | Arenas Club          | 2                  | 4                 |                    |   |                   |                   |                   |  |  |                    |                    |                    |  |  |          |          |          |
|  | Arenas Club          | 2                  | 4                 | Arenas de Guecho   | 2 | 1                 |                   |                   |  |  |                    |                    |                    |  |  |          |          |          |
|  |                      |                    |                   |                    | 2 | 1                 |                   |                   |  |  |                    |                    |                    |  |  |          |          |          |
|  |                      | Valencia FC        | 2                 | 1                  |   |                   |                   |                   |  |  |                    |                    |                    |  |  |          |          |          |
|  | Valencia C. F.       | Valencia FC        | 2                 | 1                  | 2 | 2                 |                   |                   |  |  |                    |                    |                    |  |  |          |          |          |
|  | Valencia C. F.       |                    |                   |                    | 2 | 2                 |                   |                   |  |  |                    |                    |                    |  |  |          |          |          |
|  | F. C. Barcelona      | 2                  | 1                 |                    |   |                   |                   |                   |  |  |                    |                    |                    |  |  |          |          |          |
|  | F. C. Barcelona      | 2                  | 1                 | Arenas de Guecho   | 2 | 0                 |                   |                   |  |  |                    |                    |                    |  |  |          |          |          |
|  |                      |                    |                   |                    | 2 | 0                 |                   |                   |  |  |                    |                    |                    |  |  |          |          |          |
|  |                      | Betis Balompié     | 1                 | 1                  |   |                   |                   |                   |  |  |                    |                    |                    |  |  |          |          |          |
|  | C. F. Badalona       | Betis Balompié     | 1                 | 1                  | 1 | 0                 |                   |                   |  |  |                    |                    |                    |  |  |          |          |          |
|  | C. F. Badalona       |                    |                   |                    | 1 | 0                 |                   |                   |  |  |                    |                    |                    |  |  |          |          |          |
|  | Betis                | 0                  | 2                 |                    |   |                   |                   |                   |  |  |                    |                    |                    |  |  |          |          |          |
|  | Betis                | 0                  | 2                 | Betis Balompié     | 3 | 0                 |                   |                   |  |  |                    |                    |                    |  |  |          |          |          |
|  |                      |                    |                   |                    | 3 | 0                 |                   |                   |  |  |                    |                    |                    |  |  |          |          |          |
|  |                      | Madrid FC          | 0                 | 1                  |   |                   |                   |                   |  |  |                    |                    |                    |  |  |          |          |          |
|  | Madrid C. F.         | Madrid FC          | 0                 | 1                  | 3 | 0                 |                   |                   |  |  |                    |                    |                    |  |  |          |          |          |
|  | Madrid C. F.         |                    |                   |                    | 3 | 0                 |                   |                   |  |  |                    |                    |                    |  |  |          |          |          |
|  | Murcia FC            | 0                  | 0                 |                    |   |                   |                   |                   |  |  |                    |                    |                    |  |  |          |          |          |

1. ↑  Desempate, Madrid, 19 Mayo, 1-2
2. ↑  Desempate, Barcelona, 2 Junio, 2-1
3. ↑  Desempate, Madrid, 16 Junio, 0-2

### Final
La final del torneo fue disputada por el Atheltic Club de Bilbao y el Betis Balompié. Se disputó a partido único en el Estadio de Chamartín de Madrid el día 21 de junio de 1931. El partido acabó 3 a 1 al final del tiempo reglamentario, por lo que se proclamó al equipo vizcaíno como campeón por undécima vez.
| 1  | PO | Blasco        |         |
| 2  | DF | Castellanos   |         |
| 3  | DF | Careaga       |         |
| 4  | MC | Garizurieta   |         |
| 5  | MC | Muguerza      |         |
| 6  | MC | Roberto       |         |
| 7  | DE | Felipés       |         |
| 8  | DE | Iraragorri    |         |
| 9  | DE | Bata          |         |
| 10 | DE | Chirri II     |         |
| 11 | DE | Gorostiza     | Capitán |
| DT | DT | Fred Pentland |         |

| 1  | PO | Jesús (Pedrosa) |         |  |
| 2  | DF | Aranda          | Capitán |  |
| 3  | DF | Jesusín         |         |  |
| 4  | MC | Peral           |         |  |
| 5  | MC | Soladrero       |         |  |
| 6  | MC | Adolfo I        |         |  |
| 7  | DE | Timimi          |         |  |
| 8  | DE | Adolfo II       |         |  |
| 9  | DE | Romero          |         |  |
| 10 | DE | Enrique         |         |  |
| 11 | DE | Sanz            |         |  |
| DT | DT | Emili Sampere   |         |  |

| Chirri II | 1-0 |
| Sanz      | 1-1 |
| Roberto   | 2-1 |
| Bata      | 3-1 |

| Árbitro:        | Arribas |
| Jueces de línea |         |
|                 |         |
|                 |         |

| 1  | PO | Blasco        |         |
| 2  | DF | Castellanos   |         |
| 3  | DF | Careaga       |         |
| 4  | MC | Garizurieta   |         |
| 5  | MC | Muguerza      |         |
| 6  | MC | Roberto       |         |
| 7  | DE | Felipés       |         |
| 8  | DE | Iraragorri    |         |
| 9  | DE | Bata          |         |
| 10 | DE | Chirri II     |         |
| 11 | DE | Gorostiza     | Capitán |
| DT | DT | Fred Pentland |         |

| 1  | PO | Jesús (Pedrosa) |         |  |
| 2  | DF | Aranda          | Capitán |  |
| 3  | DF | Jesusín         |         |  |
| 4  | MC | Peral           |         |  |
| 5  | MC | Soladrero       |         |  |
| 6  | MC | Adolfo I        |         |  |
| 7  | DE | Timimi          |         |  |
| 8  | DE | Adolfo II       |         |  |
| 9  | DE | Romero          |         |  |
| 10 | DE | Enrique         |         |  |
| 11 | DE | Sanz            |         |  |
| DT | DT | Emili Sampere   |         |  |

| Chirri II | 1-0 |
| Sanz      | 1-1 |
| Roberto   | 2-1 |
| Bata      | 3-1 |

| Árbitro:        | Arribas |
| Jueces de línea |         |
|                 |         |
|                 |         |

|                                 |
| Campeón ATHLETIC CLUB DE BILBAO |
| Undécimo título                 |

| Predecesor: Copa del Rey 1930 | Copa del Rey 1931 | Sucesor: Copa del Presidente de la República 1932 |

- Datos: Q600856